# Блондзонка
Блондзонка (пол. Błądzonka) — гірська річка в Польщі, у Суському повіті Малопольського воєводства. Ліва притока Стришавки, (басейн Балтійського моря).

## Опис
Довжина річки 4,36 км, найкоротша відстань між витоком і гирлом — 2,89  км, коефіцієнт звивистості річки — 1,8 . Формується багатьма безіменними струмками.

## Розташування
Бере початок на південно-східних схилах вершини Голушкова Гура (715 м) на висоті 500 м у місті Суха-Бескидзька. Тече переважно на південний схід і на висоті 334,8 м над рівнем моря впадає у річку Стришавку, ліву притоку Скави.

## Цікавий факт
- У місті Суха-Бескидзька біля гирла річки на відстані приблизно 1,12 км розташований Замок.